# Marcel Puget
Pour les articles homonymes, voir Puget (homonymie).

a Compétitions nationales et continentales officielles uniquement.

b Matchs officiels uniquement.
Marcel Puget, né le 28 septembre 1940 à Limoux et mort le 1er juillet 2021 à Brive-la-Gaillarde, est un joueur de rugby à XV, qui a joué avec l'équipe de France et le CA Brive. Il évoluait au poste de demi de mêlée. Après sa carrière de joueur, il devient entraîneur puis arbitre fédéral, arbitre international et délégué sportif.

## Biographie

### Carrière de joueur
Il commence sa carrière en 1957 avec le Stade toulousain, puis il rejoint le CA Brive de 1962-1973 avec lequel il est finaliste du championnat de France de 1re division en 1965 et en 1973 et termine sa carrière de joueur au Stade ruthénois.
17 fois international, il dispute son premier test match le 2 avril 1961, contre l'équipe d'Italie. Son dernier test match est contre l'équipe du pays de Galles le 4 avril 1970. Il est cinq fois capitaine du XV de France.

### Carrière d'entraîneur
Après sa carrière de joueur, il devient entraîneur et dirige le Stade Rodez (1972-1973), l'USA Limoges (1974-1977) puis l'USA Perpignan (1977-1978).
Il est par la suite aussi arbitre et atteindra la première division.

### Disparition
Touché par la maladie d'Alzheimer et affaibli par de multiples complications médicales, Marcel Puget meurt à l'âge de 80 ans, le 1er juillet 2021 à Brive-la-Gaillarde.

## Palmarès

### En club
- Champion de France junior B en 1957 avec le Stade toulousain
- Vice-champion de France en 1965 avec le CA Brive (capitaine).
- Vice-champion de France en 1972 avec le CA Brive.

### En équipe nationale
- Vainqueur du tournoi en 1970

## Statistiques en équipe nationale
- Sélections en équipe nationale : 17
- 3 points (1 essai)
- Sélections par année : 1 en 1961, 3 en 1966, 4 en 1967, 6 en 1968, 2 en 1969, 1 en 1970
- Tournois des Cinq Nations disputés : 1966, 1969 et 1970